# Главное управление собственной безопасности МВД России
Главное управление собственной безопасности Министерства внутренних дел Российской Федерации (ГУСБ МВД РФ) — подразделение полиции, являющееся самостоятельным структурным оперативным подразделением центрального аппарата Министерства внутренних дел РФ.
Деятельность Главного управления координирует и контролирует лично Министр внутренних дел РФ.
Штаб-квартира: Москва, ул. Садовая-Спасская, д. 1/2

## Общие данные
Главное управление собственной безопасности МВД России было создано в декабре 1995 года.
В ноябре 2004 года был образован ДСБ МВД России в связи с реорганизацией структуры МВД, проведенной в соответствии с Указом Президента России от 5 ноября 2004 года № 1407, затем снова переименован в Главное управление.

### Основные задачи Главного управления собственной безопасности
Предотвращать проникновение в службу органов МВД лиц, преследующих противоправные цели.
Противодействие коррупции, разработка и реализация мер по вопросам деятельности Главного управления в системе МВД России
Предупреждение, выявление и пресечение правонарушений, планируемых к совершению, совершенных либо совершаемых сотрудниками, гражданскими служащими и работниками системы МВД России, а также выявление их коррупционных связей.
Организация государственной защиты и участие в обеспечении безопасности сотрудников, гражданских служащих и их близких.
Профилактика в пределах компетенции правонарушений сотрудников, гражданских служащих и работников системы МВД России, выявление и устранение условий, способствующих их совершению.
Осуществление ведомственного контроля за деятельностью органов, организаций и подразделений системы МВД России по вопросам соблюдения сотрудниками, гражданскими служащими и работниками системы МВД России законности, в том числе прав и свобод граждан при исполнении служебных обязанностей, а также установленных ограничений и запретов.
Организационно-методическое обеспечение деятельности подразделений собственной безопасности территориальных органов МВД России, координация их деятельности по защите территориальных органов МВД России от дискредитации.

## История
Органы собственной безопасности существовали всегда во всех структурах: и в КГБ, и в МВД СССР. Разница в том, что в советские времена меры воздействия были возложены на кадровые службы и носили воспитательный характер, поскольку нарушения были преимущественно дисциплинарными. В условиях рынка у многих работников милиции возник соблазн легкого обогащения. Число преступлений, совершаемых стражами порядка, росло, что и вынудило руководство страны и МВД создать в 1995 году специальную структуру по борьбе с нарушителями.
Аналогичные службы существуют в структуре полиции стран Европы и Америки. Некоторые из них по численности работников превосходят российские подразделения СБ. К примеру, в управлении внутренних расследований полиции Нью-Йорка работает более 540 сотрудников — в три раза больше, чем в управлении СБ московского ГУВД. При этом, количество полицейских и жителей в этих мегаполисах примерно одинаковое.
В 2011 году сотрудники службы раскрыли 5000 преступлений, совершенных блюстителями порядка. Две трети из них — получение взяток и превышение должностных полномочий.

## Список начальников ГУСБ МВД России
- Голицын С.В. (1995-1998).
- Макарычев А.К. (1998-1999).
- Стрельников А.А. (1999).
- Серебряков В.В. (1999-2001).
- Константин Ромодановский (с 2001 по июнь 2005 год).
- Юрий Драгунцов — генерал-лейтенант полиции (с 17 марта 2006 года по 18 июня 2012 год)[2].
- Александр Макаров — генерал-лейтенант полиции (с 28 июля 2012 года)[3].